# Décimo Terêncio Genciano
Décimo Terêncio Genciano (em latim: Decimus Terentius Gentianus) foi um senador romano nomeado cônsul sufecto para o nundínio de julho a setembro de 116 com um colega de nome desconhecido ("L. Co[...]"). Originário da Gália Narbonense, é possível que Genciano tenha sido filho de Décimo Terêncio Escauriano, um dos generais de Trajano.

## Carreira
No século XIV, as seis primeiras linhas de um poema foram atestadas numa inscrição numa das Pirâmides de Gizé; o poema era endereçado a "um dulcíssimo irmão" chamado "Décimo Genciano", o que pode ser uma prova de que Genciano tenha viajado até o Egito. Hermann Dessau, entre outros, identificam os dois como sendo a mesma pessoa.
A carreira política de Genciano é conhecida apenas de forma fragmentária através de uma inscrição recuperada em Ulpia Traiana Sarmizegetusa. Antes de chegar ao consulado, ele foi tribuno militar, questor, tribuno da plebe, pretor e legado imperial. Porém, a parte da inscrição que identificava em qual legião e em qual província ele serviu se perdeu. Além disto, a inscrição atesta que ele foi admitido no Colégio de Pontífices e supervisionou o censo da província senatorial da Macedônia.
Segundo a "História Augusta", durante o reinado de Adriano, Genciano se tornou um senador muito estimado por seus colegas. Apesar disto (ou por causa disto), já no final de seu reinado, o imperador, que chegou a considerar seu nome para sucessão, deixou de apreciar sua companhia. O autor da obra implica enfaticamente que Genciano teria sido um dos muitos condenados à morte "seja abertamente, seja através de subterfúgios" pelo imperador.